# Mieczysław Kuźma
Mieczysław Kuźma (* 1907; † 25. April 1983) war ein polnischer Architekt, der besonders am Wiederaufbau Warschaus nach dem Zweiten Weltkrieg beteiligt war.

## Leben
Für das Semester 1936/1937 wird der Architekt Kuźma als unbezahlter Dozent der Architektur- und Kunstgeschichtsfakultät der Technischen Universität Warschaus benannt. Er war nach dem Krieg langjähriger Mitarbeiter des Biuro Odbudowy Stolicy, das den Wiederaufbau des zerstörten Warschaus koordinierte. Für das Büro wirkte er als Leiter und Generalplaner des Wiederaufbaus der Altstadt sowie teilweise der Neustadt. In dieser Funktion erwarb er sich große Verdienste. Kuźma war der Fachmann für die Restaurierung und Rekonstruktion historischer Komplexe auch außerhalb der Altstadt (wie mehrerer großer Paläste). Als Vorlagen für die Wiederaufbauentwürfe dienten ihm unter anderem Gemälde von Bernardo Bellotto, Zeichnungen von Zygmunt Vogel sowie Skizzen von Tylman van Gameren. Ebenfalls war er beim Wiederaufbau Lublins involviert. Von 1966 bis 1974 hatte er das Amt des Konservators der Stadt Warschau inne.
Im Jahr 1990 wendete er sich – längst pensioniert – erfolgreich gegen die Verlegung des Wahrzeichens des Warschauer Aufstandes – der flügellosen, mit einem Schwert bewaffneten Nike – auf den Altstädter Marktplatz.

## Bauten (Auswahl)
Neben vielen Wohn- und Mietshäusern in der Altstadt und angrenzenden Straßen entwarf Kuźma die Wiederaufbaupläne für:
- Kossakowski-Palastes (1946–1949)
- Gebäude “Dziekanka” an der Krakowskie Przedmieście 56 (1947–1948)
- Abramowicz-Palais (gemeinsam mit Zygmunt Stępiński; 1947–1950)
- Krasiński-Palast (1948–1961)
- Zamoyski-Palastes in der Ulica Nowy Świat (gemeinsam mit Zygmunt Stępiński; 1948–1950)
- Ostrogski-Palast (1949–1954)
- Gebäude des Archivs für alte Akten (poln.: Archiwum Akt Dawnych) an der Ulica Jezuicka 1-3 (1950–1954)
- Mniszech-Palastes (1960)
- Potocki-Palastes in Jabłonna